# Praon orientale
Praon orientale är en stekelart som beskrevs av Petr Starý och Evert I. Schlinger 1967. Praon orientale ingår i släktet Praon och familjen bracksteklar. Inga underarter finns listade i Catalogue of Life.